# Handebol em cadeira de rodas
Handebol em cadeiras de rodas é um esporte, derivado do handebol, porém adaptado principalmente para paraplégicos. Possui as modalidades HCR4 e HCR7.